# Теспия
Теспия (гр.: Θεσπιαί, в древността Теспея (древногръцки: Θέσπεια), на лат.: Thespiae или Thespia) е древногръцки полис в Южна Беотия и член на Беотийския съюз.

## Географско местоположение
Теспия се намира в Южна Беотия на древен път (коридор) свързващ юга и севера на Гърция. Разположена е в полите на планината Хеликон. На юг от града се простира Крисейският залив, част от по-големия Коринтски залив, а близкото пристанище Кревсия обслужва търговията на града и подслонява малка рибарска флота предимно за местните нужди на теспийците. За разлика от много други древногръцки селища, градът е заобиколен от хълмове и е обилно снабден с вода, като оттам тръгва и река Канавари.

## Името на града
Произходът на името на града се свързва с Теспия, дъщеря на Асопос или с Теспий, син на Ерехтей, който се преместил там от Атина.

## Митология и култура
Теспийци сплитат най-поетичните божества, музи и герои в историята на създаването на града си. По тази причина те особено силно почитали музите, розовопръстата Еос, Аполон, Афродита и бог Ерос, който бил основното божество.
В храма на Ерос отначало се намирал един груб недодялан камък наместо олтар, за който свидетелствува Паузаний, но който е заменен след замогването на гражданите на Теспия с една мраморна статуя на Ерос изваяна от скулптора Праксител. Статуята на Ерос и друга на Афродита, пак от Праксител са задигнати от императора Калигула и са закарани в Рим. Тази статуя на Ерос водела много поклонници, които идвали да се дивят на изваянието; тя и близостта до Хеликон, за която планина се е вярвало, че е дом на музите, спомагат за развитието на културната история на града. По подобие на олимпийските игри, на всеки 4 години (времетраенето на една олимпиада) теспийци организирали в полите на планината Хеликон фестивали на музите и изкуствата. Оттам музите в произведенията на много древноримски автори се наричат теспиади. В някои англоезични страни поради тази причина и в днешно време актьорите носят творческата титла теспийци макар да не е много популярно; по името на града на музите и в чест на Мелпомена, музата на театралното изкуство. Според други, титлата теспийци, отнасяща се до актьорите не произлиза от Теспия, а от първия актьор Теспий от 6 в. пр.н.е.

## История
Още в дълбока древност на това място съществува селище. Името на града се споменава от Омир, Херодот, Павзаний, Страбон,  Диодор Сицилийски, Плиний, Птолемей  и други.

### В сянката на Тива
Поради малкия си размер и политическата си незначителност, подобно на градчетата на полуостров Атика, които зависят от Атина, така и Теспия винаги страда от конкуренцията и е в сянката на могъщия съсед Тива. В този контекст отношенията между двата града са недружелюбни, дори враждебни.

### Срещу Ксеркс
Това враждебно отношение особено силно се проявява през Втората Гръко-персийска война, по времето на нашествието на сина на Дарий I. От беотийските градове само те и платейците не дават на Ксеркс I „земя и вода“, противопоставят се на решението на тиванците за ненамеса и се обявяват срещу персийските пълчища, чрез подкрепата оказана на спартанците на Леонид в битката при прохода Термопили през 480 пр.н.е. Теспийците се прославят, но с цената на 700 убити, които са погребани там на бойното поле. След победата на Термопилите, Ксерс изгаря до основи града. От опожаряването се спасяват 1800 теспийци, които избягват в Пелопонес. По-късно, в решителната битка при Платея, те се сражават, но поради бедственото им състояние с много скромно леко въоръжение, което води до силно оредяване на бойците.

### Възстановяване на града
След отдръпването на Ксеркс, градът е възстановен, но теспийци се принуждават да поканят чужденци да дойдат да се заселят, поради малкото останали граждани. Теспия се бие срещу Атина като член на Беотийския съюз. В резултат на Пелопонеските войни Атина окупира Беотия. В битката при Делиос през 424 пр.н.е. Теспия се бие срещу атиняните на лявото крило на силите на Беотийския съюз. На бойното поле, както повестовава Тукидид, загиват много теспийци, но това не попречва на Тива на следната година да разруши крепостните стени на града под претекста, че „Теспия симпатизира на Атина“. През 414 пр.н.е. група теспийски демократи се опитват да отхвърлят подкрепяната от Тива олигархия, но след неуспешния им опит те са принудени да бягат и да се спасяват в Атина.

### Отново разрушен и построен
След бруталната постъпка на Тива към довчерашния съюзник във войната срещу Атина, теспийците се опитват да създадат нов военен съюз със Спарта, за да могат да се противопоставят на Тива. При поражението на Спарта във войната ѝ срещу Тива през 317 пр.н.е. тиванците наказват дръзналите да им се опълчат теспийци, като отново разрушават до основи града. Градът е възстановен пак и е център с местна значмиост по времето на елинистичния период на империята на Александър Македонски и по-късно в рамките на Римската империя.